# کنیوی سوگیموتو
کنیوی سوگیموتو (ژاپنی: 杉本 健勇؛ زادهٔ ۱۸ نوامبر ۱۹۹۲) یک بازیکن فوتبال اهل ژاپن است. وی همچنین در تیم ملی فوتبال ژاپن بازی کرده‌است.
از باشگاه‌هایی که در آن بازی کرده‌است می‌توان به باشگاه فوتبال سرزو اوساکا، باشگاه فوتبال توکیو وردی، باشگاه فوتبال کاوازاکی فرونتال اشاره کرد.